# Campionati europei di nuoto 1993
La XXIª edizione dei campionati europei di nuoto si è tenuta a Sheffield (Regno Unito) presso il Ponds Forge International Sports Centre, e nella vicina Leeds (che ha ospitato il solo torneo femminile di pallanuoto), dal 31 luglio all'8 agosto 1993.
Il programma della rassegna è rimasto lo stesso delle edizioni più recenti.
La dissoluzione dell'Unione Sovietica ha riportato la Germania in testa al medagliere, sebbene la Russia abbia conquistato lo stesso numero complessivo di medaglie, e ha portato sul podio un numero decisamente maggiore di nazioni rispetto al recente passato, per via dell'aumento delle federazioni affiliate alla LEN.

## Medagliere
| Posizione | Paese         |    |    |    | Totale |
| --------- | ------------- | -- | -- | -- | ------ |
| 1         | Germania      | 15 | 6  | 8  | 29     |
| 2         | Russia        | 12 | 12 | 5  | 29     |
| 3         | Ungheria      | 6  | 4  | 1  | 11     |
| 4         | Finlandia     | 3  | 1  | 0  | 4      |
| 5         | Francia       | 1  | 5  | 2  | 8      |
| 6         | Gran Bretagna | 1  | 3  | 8  | 12     |
| 7         | Spagna        | 1  | 1  | 3  | 5      |
| 8         | Italia        | 1  | 1  | 2  | 4      |
| 9         | Paesi Bassi   | 1  | 0  | 2  | 3      |
| 10        | Belgio        | 1  | 0  | 0  | 1      |
| 10        | Polonia       | 1  | 0  | 0  | 1      |
| 12        | Svezia        | 0  | 6  | 3  | 9      |
| 13        | Ucraina       | 0  | 1  | 2  | 3      |
| 14        | Norvegia      | 0  | 1  | 1  | 2      |
| 15        | Romania       | 0  | 1  | 0  | 1      |
| 15        | Slovacchia    | 0  | 1  | 0  | 1      |
| 17        | Rep. Ceca     | 0  | 0  | 2  | 2      |
| 18        | Bielorussia   | 0  | 0  | 1  | 1      |
| 18        | Croazia       | 0  | 0  | 1  | 1      |
| 18        | Lituania      | 0  | 0  | 1  | 1      |
| 18        | Slovenia      | 0  | 0  | 1  | 1      |
| Totale    | Totale        | 43 | 43 | 43 | 129    |

## Nuoto

### Uomini
| Evento               | Oro                                                                       | Perform. | Argento                                                                 | Perform. | Bronzo                                                                       | Perform. |
| Stile libero         |                                                                           |          |                                                                         |          |                                                                              |          |
| 50 m                 | Aleksandr Popov                                                           | 22"27    | Christophe Kalfayan                                                     | 22"39    | Raimundas Mažuolis                                                           | 22"44    |
| 100 m                | Aleksandr Popov                                                           | 49"15    | Tommy Werner                                                            | 49"71    | Pavlo Chnykin                                                                | 49"76    |
| 200 m                | Antti Kasvio                                                              | 1'47"11  | Evgenij Sadovyj                                                         | 1'47"25  | Anders Holmertz                                                              | 1'47"69  |
| 400 m                | Antti Kasvio                                                              | 3'47"81  | Paul Palmers                                                            | 3'48"15  | Anders Holmertz                                                              | 3'48"98  |
| 1500 m               | Jörg Hoffmann                                                             | 15'13"41 | Sebastian Wiese                                                         | 15'14"76 | Igor Majcen                                                                  | 15'15"05 |
| Dorso                |                                                                           |          |                                                                         |          |                                                                              |          |
| 100 m                | Martín López-Zubero                                                       | 55"03    | Vladimir Sel'kov                                                        | 55"58    | Martin Harris                                                                | 55"75    |
| 200 m                | Vladimir Sel'kov                                                          | 1'58"09  | Martín López-Zubero                                                     | 1'58"51  | Emanuele Merisi                                                              | 1'59"07  |
| Rana                 |                                                                           |          |                                                                         |          |                                                                              |          |
| 100 m                | Károly Güttler                                                            | 1'01"04  | Nick Gillingham                                                         | 1'02"02  | Vitaliy Kirichuk                                                             | 1'02"48  |
| 200 m                | Nick Gillingham                                                           | 2'12"49  | Károly Güttler                                                          | 2'13"26  | Andrej Korneev                                                               | 2'14"20  |
| Delfino              |                                                                           |          |                                                                         |          |                                                                              |          |
| 100 m                | Rafał Szukała                                                             | 53"41    | Denis Pankratov                                                         | 53"43    | Miloš Milošević                                                              | 53"65    |
| 200 m                | Denis Pankratov                                                           | 1'56"25  | Franck Esposito                                                         | 1'58"66  | Chris-Carol Bremer                                                           | 2'00"33  |
| Misti                |                                                                           |          |                                                                         |          |                                                                              |          |
| 200 m                | Jani Sievinen                                                             | 1'59"50  | Attila Czene                                                            | 2'00"70  | Christian Keller                                                             | 2'01"18  |
| 400 m                | Tamás Darnyi                                                              | 4'15"24  | Jani Sievinen                                                           | 4'15"51  | Marcel Wouda                                                                 | 4'17"90  |
| Staffette            |                                                                           |          |                                                                         |          |                                                                              |          |
| 4x100 m stile libero | Russia Vladimir Predkin Vladimir Pyšnenko Evgenij Sadovyj Aleksandr Popov | 3'18"80  | Svezia Frederik Letzler Tommy Werner Lars Frölander Anders Holmertz     | 3'19"33  | Germania Christian Tröger Jochen Bludau Steffen Zesner Bengt Zikarsky        | 3'20"13  |
| 4x200 m stile libero | Russia Sergey Lepikov Vladimir Pyšnenko Yuri Mukin Evgenij Sadovyj        | 7'15"84  | Germania Jörg Hoffmann Christian Tröger Christian Keller Steffen Zesner | 7'18"53  | Francia Christophe Marchand Yann DeFabrique Lionel Poirot Christophe Bordeau | 7'19"86  |
| 4x100 m misti        | Russia Vladimir Sel'kov Andrey Kirichuk Denis Pankratov Aleksandr Popov   | 3'38"90  | Ungheria Tamás Deutsch Károly Güttler Péter Horváth Béla Szabados       | 3'40"97  | Gran Bretagna Martin Harris Nick Gillingham Mike Fibbens Mark Foster         | 3'41"66  |

### Donne
| Evento               | Oro                                                                              | Perform. | Argento                                                                           | Perform. | Bronzo                                                                            | Perform. |
| Stile libero         |                                                                                  |          |                                                                                   |          |                                                                                   |          |
| 50 m                 | Franziska van Almsick                                                            | 25"23    | Linda Olofsson                                                                    | 25"67    | Inge de Bruijn                                                                    | 25"86    |
| 100 m                | Franziska van Almsick                                                            | 54"57    | Martina Moravcová                                                                 | 55"97    | Catherine Plewinski                                                               | 56"09    |
| 200 m                | Franziska van Almsick                                                            | 1'57"97  | Luminita Dobrescu                                                                 | 2'00"39  | Karen Pickering                                                                   | 2'01"15  |
| 400 m                | Dagmar Hase                                                                      | 4'10"47  | Kerstin Kielglass                                                                 | 4'12"18  | Irene Dalby                                                                       | 4'12"51  |
| 800 m                | Jana Henke                                                                       | 8'32"47  | Irene Dalby                                                                       | 8'33"37  | Olga Šplíchalová                                                                  | 8'36"59  |
| Dorso                |                                                                                  |          |                                                                                   |          |                                                                                   |          |
| 100 m                | Krisztina Egerszegi                                                              | 1'00"83  | Nina Živanevskaja                                                                 | 1'01"16  | Sandra Völker                                                                     | 1'01"89  |
| 200 m                | Krisztina Egerszegi                                                              | 2'09"12  | Lorenza Vigarani                                                                  | 2'11"94  | Nina Živanevskaja                                                                 | 2'12"14  |
| Rana                 |                                                                                  |          |                                                                                   |          |                                                                                   |          |
| 100 m                | Sylvia Gerasch                                                                   | 1'10"05  | Svitlana Bondarenko                                                               | 1'10"29  | Yelena Rudkovskaya                                                                | 1'10"52  |
| 200 m                | Brigitte Becue                                                                   | 2'31"18  | Anna Nikitina                                                                     | 2'32"15  | Marie Hardiman                                                                    | 2'32"48  |
| Delfino              |                                                                                  |          |                                                                                   |          |                                                                                   |          |
| 100 m                | Catherine Plewinski                                                              | 1'00"13  | Franziska van Almsick                                                             | 1'00"54  | Bettina Ustrowski                                                                 | 1'01"06  |
| 200 m                | Krisztina Egerszegi                                                              | 2'10"71  | Katrin Jäke                                                                       | 2'13"07  | Bárbara Franco                                                                    | 2'13"39  |
| Misti                |                                                                                  |          |                                                                                   |          |                                                                                   |          |
| 200 m                | Daniela Hunger                                                                   | 2'15"33  | Darya Shmeleva                                                                    | 2'16"90  | Silvia Parera                                                                     | 2'17"06  |
| 400 m                | Krisztina Egerszegi                                                              | 4'39"55  | Darya Shmeleva                                                                    | 4'44"91  | Hana Cerna                                                                        | 4'46"37  |
| Staffette            |                                                                                  |          |                                                                                   |          |                                                                                   |          |
| 4x100 m stile libero | Germania Franziska van Almsick Kerstin Kielgass Manuela Stellmach Daniela Hunger | 3'41"69  | Svezia Ellen Svensson Linda Olofsson Louise Jöhncke Malin Nilsson                 | 3'45"33  | Russia Svetlana Lesyukova Natal'ja Meščerjakova Ol'ga Kiričenko Nina Živanevskaja | 3'45"37  |
| 4x200 m stile libero | Germania Kerstin Kielgass Simone Osygus Franziska van Almsick Dagmar Hase        | 8'03"12  | Svezia Louise Jöhncke Magdalena Schultz Therese Lundin Malin Nilsson              | 8'08"82  | Gran Bretagna Sarah Hardcastle Debbie Armitage Claire Huddart Karen Pickering     | 8'11"11  |
| 4x100 m misti        | Germania Sandra Völker Sylvia Gerasch Bettina Ustrowski Franziska van Almsick    | 4'06"91  | Russia Nina Živanevskaja Olga Prokhorova Svetlana Pozdeyeva Natal'ja Meščerjakova | 4'10"09  | Gran Bretagna Kathy Osher Jaime King Nicola Goodwin Karen Pickering               | 4'12"18  |

## Tuffi

### Uomini
| Evento          | Oro            | Perform. | Argento          | Perform. | Bronzo           | Perform. |
| Trampolino 1m   | Peter Böhler   | 361.74   | Joakim Andersson | 347.70   | Borris Lietzow   | 342.24   |
| Trampolino 3m   | Jan Hempel     | 637.77   | Dmitrij Sautin   | 619.59   | Joakim Andersson | 598.74   |
| Piattaforma 10m | Dmitrij Sautin | 617.73   | Bobby Morgan     | 617.70   | Jan Hempel       | 607.62   |

### Donne
| Evento          | Oro                | Perform. | Argento     | Perform. | Bronzo       | Perform. |
| Trampolino 1m   | Simona Koch        | 278.94   | Irina Laško | 276.24   | Vera Il'ina  | 275.40   |
| Trampolino 3m   | Brita Baldus       | 541.68   | Vera Il'ina | 494.25   | Simona Koch  | 493.05   |
| Piattaforma 10m | Svetlana Khokhlova | 434.25   | Ute Wetzig  | 425.61   | Olena Župina | 411.81   |

## Nuoto sincronizzato
| Evento  | Oro                               | Perform. | Argento                                     | Perform. | Bronzo                                     | Perform. |
| Solo    | Olga Sedakova                     | 183.781  | Marianne Aeschbacher                        | 178.510  | Kerry Schacklock                           | 178.147  |
| Duo     | Russia Anna Kozlova Olga Sedakova | 183.936  | Francia Marianne Aeschbacher Céline Leveque | 177.268  | Gran Bretagna Kerry Schacklock Laila Vakil | 176.298  |
| Squadra | Russia                            | 178.504  | Francia                                     | 175.397  | Italia                                     | 173.304  |

## Pallanuoto
| Evento                  | Oro         | Argento  | Bronzo   |
| T. Maschile (Dettagli)  | Italia      | Ungheria | Spagna   |
| T. Femminile (Dettagli) | Paesi Bassi | Russia   | Ungheria |

## Fonti
- (EN) Gbrathletics.com.